# Parostrojní elektrárna

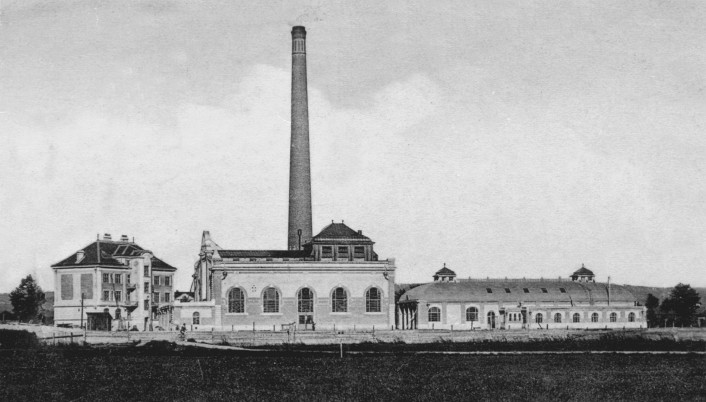
Parostrojní elektrárna v Českých Budějovicích založená v roce 1907

Parostrojní elektrárna je zařízení, které je složeno z pístového parního stroje, který pohání elektrický generátor.
Parostrojní elektrárny postupně zanikaly s rozvojem parních a spalovacích turbín, které v tepelných elektrárnách nahradily parní stroj a spalovacích motorů, které mohou sloužit jako zdroj energie pro menší výkony.